# Vrijdagmoskee (Bakoe)
De Vrijdagmoskee of Cüməmoskee (Azerbeidzjaans: Cümə məscidi) is een moskee in Bakoe, de hoofdstad van Azerbeidzjan. De moskee is gelegen in het historische deel van de stad (Icheri Sheher). 
De moskee werd verschillende malen gereconstrueerd tijdens haar bestaansperiode. Een nieuwe vrijdagmoskee werd gebouwd in de plaats van een oude vrijdagmoskee, door de Bakoe koopman Haji Shikhlali Dadashov, in 1899. Er wordt gezegd dat de moskee verscheen op de plaats, waar eens een tempel van de aanhangers van het zoroastrisme gevestigd was. Een minaret, gebouwd in 1437, grenst aan de vrijdagmoskee.